# Орєхов Петро Іванович
Петро́ Іва́нович Орє́хов (1899—1981) — радянський військовик, учасник Другої світової війни, гвардії майор, почесний громадянин Бердичева.

## Життєпис
Народився 1914 року в селі Студене сучасного Ілецького району Оренбурзької області у родині селян-українців. В селі Кінделя закінчив початкову школу. Під час громадянської війни в Росії загинув батько, працював наймитом, згодом учнем слюсаря в зерногосподарстві села Алєксєєвка. 1930 року переїздить з мамою до міста Березники, де закінчив школу фабрично-заводського учнівства та працював слюсарем.
1935 року за комсомольською путівкою скерований до Саратовського бронетанкового училища, котре закінчив 1938-го.
З листопада 1941-го і до закінчення війни воював — на Західному, Степовому та 1-му Українському фронтах. Брав участь у боях за Москву, Курській битві, боях на території УРСР; зазнав важкого поранення.
Під час Житомирсько-Бердичівської операції танковий батальйон Орєхова першим увірвався в село
Гнилець та у взаємодії з іншими частинами звільнив його. Під час подальшого наступу довелося подолати сильний опір під Андрушівкою. Подолавши опір, танкісти Орєхова не дали нацистам переправитися через річку Гуйва. Після розмінування мосту саперами танковий батальйон рушив далі.
При боях за Бердичів батальйон Орєхова увірвався першим до міста — прилаштувавшись до хвоста відступаючих сил — та опинився відрізаним від основних частин, 3 доби вів бої в оточенні, викликаючи вогонь на себе. Григорію Бреславцю було наказано прорватися до оточених батальйонів, дві спроби виявилися невдалими, було втрачено кілька танків. Під час боїв з 24 по 31 грудня 1943 року — згідно радянських даних — було ліквідовано 16 танків, 3 САУ, 41 гармата, 110 автомашин, 1 БТР та 400 військових потивника.
Після війни жив в Сімферополі. 1959 року закінчив Вищу партійну школу при ЦК КПРС.
Помер 1981 року. Похований в Сімферополі, кладовище «Абдал».

### Нагороди та вшанування
- Герой Радянського Союзу (10 січня 1944[1], посвідчення 4084)
- орден Леніна (10 січня 1944)
- орден Олександра Невського (1943)
- орден «Знак Пошани» (1958)
- почесний громадянин Бердичева (1969)
- медалі